# Okni NO.II
Okni NO.II é uma vila no distrito de Hazaribag, no estado indiano de Jharkhand.

## Demografia
Segundo o censo de 2001, Okni NO.II tinha uma população de 8203 habitantes. Os indivíduos do sexo masculino constituem 54% da população e os do sexo feminino 46%. Okni NO.II tem uma taxa de literacia de 78%, superior à média nacional de 59,5%: a literacia no sexo masculino é de 81% e no sexo feminino é de 74%. Em Okni NO.II, 14% da população está abaixo dos 6 anos de idade.